# Regina May

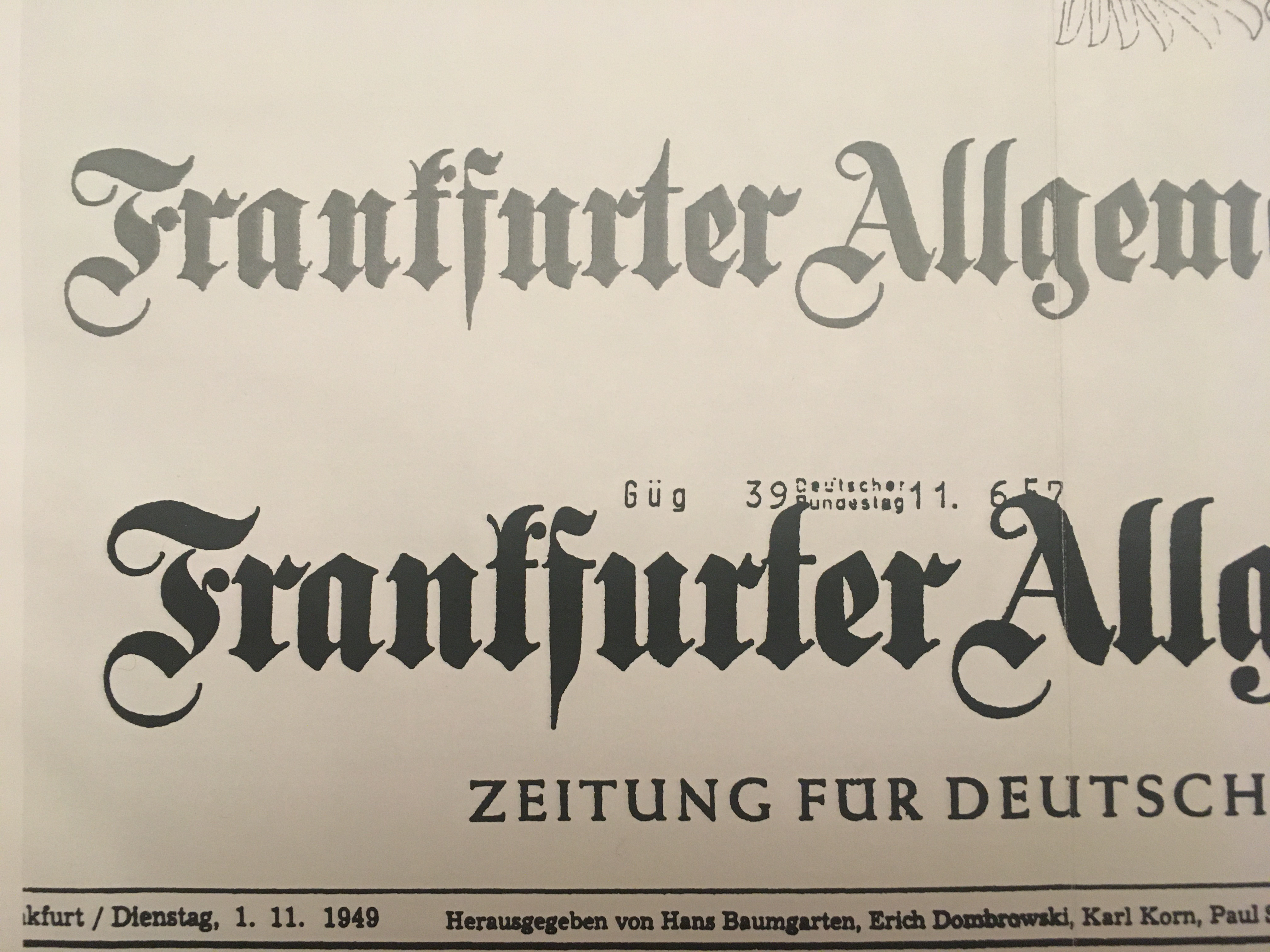
Grafik Titelzeile Frankfurter Allgemeine, Zeitung für Deutschland vom 1. November 1949, gestaltet von Regina May

Regina May (geboren 1923 in Düsseldorf; gestorben 22. September 1996) war eine deutsche Gebrauchsgrafikerin, Illustratorin und Modegrafikerin. Sie war Gestalterin des Titelkopfes und Schriftzuges der Frankfurter Allgemeine, Zeitung für Deutschland – das Markenzeichen der Frankfurter Allgemeine Zeitung.

## Leben und Wirken
Regina May hat eine Lehre als Schriftenzeichnerin in einer Druckerei absolviert. Während ihrer viereinhalbjährigen Tätigkeit in einem typischen „Männerberuf des Druckers“ erlangte sie wichtige Berufspraxis in Typografie und verschiedenen Druckverfahren und ersparte sich damit den Einsatz für kriegswichtige Tätigkeiten im Zweiten Weltkrieg.
Regina May war Absolventin der Städelschule Frankfurt am Main, damals noch in Offenbach am Main. Danach arbeitete sie freiberuflich als Gebrauchsgrafikerin und Modezeichnerin. Sie erwarb die Lizenz für Der Bogen, die erste deutsche Zeitschrift nach 1945 im amerikanischen Sektor.

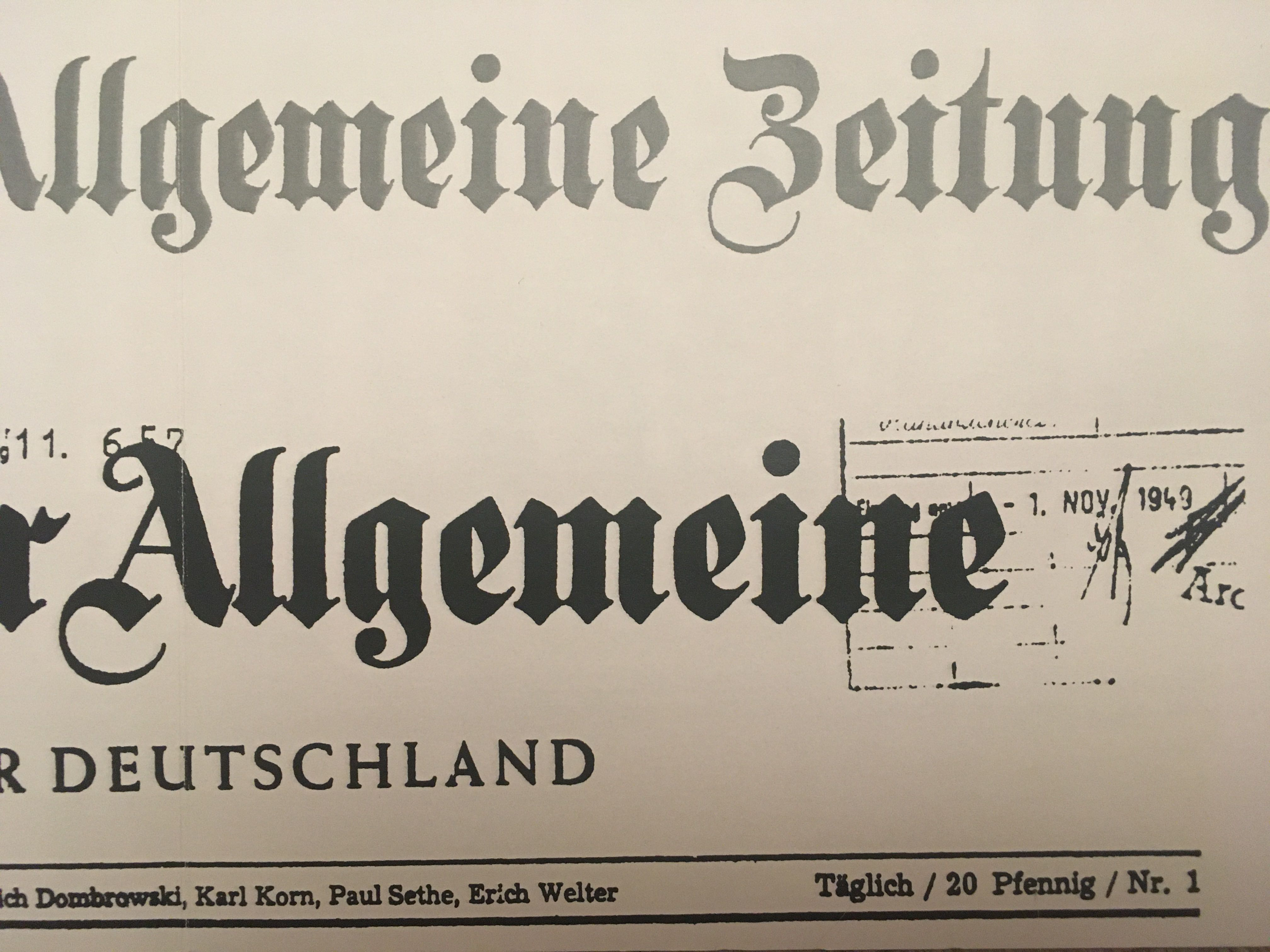
Faksimile Frankfurter Allgemeine, vom 1. November 1949

Sechsundzwanzigjährig erhielt sie 1949 einen Auftrag von den Gründern der Frankfurter Allgemeinen Zeitung, deren Zeitungskopf sie binnen 10 Tagen gestaltete. Der erste Entwurf missfiel insbesondere dem stellvertretenden Chefredakteur Erich Welter, weshalb der Schriftzug anfangs nur Frankfurter Allgemeine hieß mit der Unterzeile Zeitung für Deutschland, die seit 1. November 1949 auf den Markt kam. Der Spiegel formulierte 1949 despektierlich: „Regina May pinselte in zehn Tagen den neuen Zeitungskopf.“ Auf die Gestaltung des Schriftzuges sei sie zeitlebens stolz gewesen, schrieb die Frankfurter Allgemeine Zeitung 1996 in einem Nachruf.
Regina May starb am 22. September 1996 an ihrem Urlaubsort.

## Modegrafik
Von 1950 bis 1975 gehörte Regina May zum Team der Zeitung und arbeitete als Illustratorin und Modezeichnerin. Sie entwickelte einen modernen Stil für Modezeichnungen, die neben der FAZ auch in Vogue, Constanze, Für die Frau oder in Fachzeitungen wie Modellhut veröffentlicht wurden.
1948, nur drei Jahre nach Ende des Krieges, besuchte sie die ersten Modenschauen in Paris. Während der Schauen zeichnete sie das, was sie sah, geheim. Das Zeichnen war wegen der Angst vor Nachahmung verboten. Zugang zu den Modenschauen hatte sie als „Korrespondentin“ erhalten, nicht als Zeichnerin. Beeinflusst von Christian Dior kreierte sie in dieser Zeit einen für sie typischen linearen Schwarz-Weiß-Stil. Typisch für ihre Modeillustrationen war die karikaturhafte Überspitzung, Übertreibung, Verstärkung. „Sie hatte eine diebische Freude an der Übertreibung“, beschrieb die Kuratorin Leena Moehn die Modezeichnungen. Regina May selber nannte ihre Illustrationen „Karikaturen“ und bezeichnete sich als „Modeinterpretin“.
An der Fachhochschule Wiesbaden unterrichtete Regina May als Dozentin und lehrte Schrift, Design und Schriftbild. Darüber hinaus war sie auch als Modeberaterin für verschiedene Unternehmen tätig. Die Modedesignerin Jil Sander war bei ihr Volontärin.

## Ausstellungen
- 1999: Regina May und die Mode. Zeichen der Zeit. Retrospektive, Wiesbaden
- 2000: Mode auf Papier. Lipperheidsche Kostümbibliothek, Berlin

## Publikationen
- Johanna Spyri: In sicherer Hut. Illustrationen von Regina May. Kesselringsche Verlagsbuchhandlung, Wiesbaden 1950.[10]

## Werke
- Achim Koch: Regina May und die Mode. Zeichen der Zeit. Koch, Wiesbaden 1999